# Лабахэйто
Лабахэйто — пресноводное озеро в Ненецком автономном округе Архангельской области России. Высота над уровнем моря — 127 м.
Озеро находится в Большеземельской тундре и имеет кругообразную форму. В Лабахэйто впадают два безымянных ручья длиной более километра: первый на юго-западе, а второй на северо-западе. Вытекает одна река — Лабахэйсё (приток Колвы).
По берегам озера произрастает кустарник. В километре к западу от Лабахэйто проходит зимник до посёлка Хорей-Вер (около 90 км).